# Quai de l'Ourthe
Le quai de l'Ourthe est une artère de la ville belge de Liège.

## Situation et accès
Il est situé sur la rive gauche de la Dérivation, qui va, d'amont en aval, du quai de la Boverie au quai de la Dérivation. 
La route nationale 610 emprunte le quai. Comme les autres quais longeant la rive gauche de la Dérivation, la circulation automobile se fait en sens unique sur deux bandes d'aval vers l'amont, du quai de la Dérivation vers le quai de la Boverie et entre les ponts d'Amercœur et de Longdoz. Le quai fait face au quai de Longdoz situé sur la rive opposée. Les façades du quai sont en général orientées plein sud.
Voies adjacentes
- Quai de la Dérivation
- Pont d'Amercœur
- Rue Puits-en-Sock
- Rue Louis Jamme
- Place Théodore Gobert
- Rue Rouleau
- Rue de l'Ourthe
- Rue Strailhe
- Rue Méan
- Place Sylvain Dupuis
- Rue Grétry
- Pont de Longdoz
- Quai de la Boverie

## Odonymie
L'Ourthe est une rivière dont les eaux sont englobées dans celles de la Dérivation.
L'Ourthe a aussi été le nom du département sous le régime français entre 1795 et 1814. Liège en était la préfecture. Les bâtiments de cette préfecture se trouvaient à l'hôtel de Hayme de Bomal en Féronstrée.

## Historique
Au XVIIIe siècle, avant les travaux de la rectification de l'Ourthe qui deviendra la Dérivation, une partie de ce quai s’appelait : « Remparts de Bêche » ou « Rue des Remparts ».

## Bâtiments remarquables et lieux de mémoire

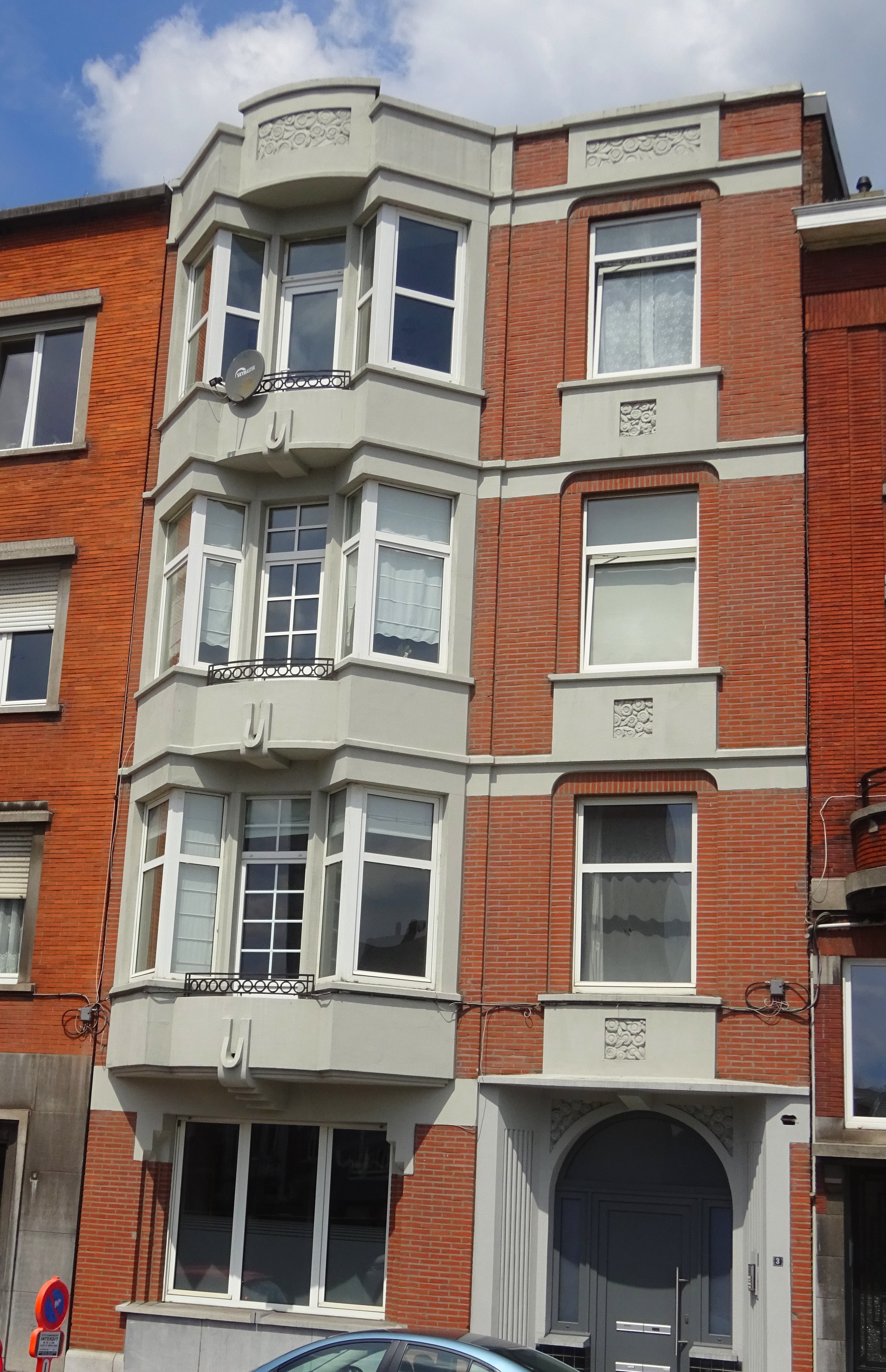
Quai de l'Ourthe, 3 : immeuble Art déco

Ce quai a la particularité de posséder un riche patrimoine architectural bâti entre les deux guerres mondiales. 
Quelques constructions relèvent du style moderniste comme l'immeuble à sept étages des nos 29/30 bâti en 1938 et 1939 suivant les plans de l'architecte Urbain Roloux.
Mais la grande partie des immeubles du quai a été construite dans le style Art déco. Parmi les façades les plus caractéristiques de style Art déco, on peut citer les nos 3, 12, 13, 14, 15, 17, 18, 19, 22, 23, 26 et 28. Ces constructions ne comptent en général pas plus de quatre étages. Certains immeubles sont de style Art déco teinté de Modernisme ou vice versa.
La résidence Georges Simenon est le quatrième plus haut immeuble de Liège. Érigé en 1963, il compte 24 étages et une hauteur de 78 mètres. Il se situe au coin du quai et de la rue Méan.